# Anissó e Soutelo
Anissó e Soutelo (oficialmente: União das Freguesias de Anissó e Soutelo) é uma freguesia portuguesa do município de Vieira do Minho, com 8,15 km² de área e 345 habitantes (censo de 2021). A sua densidade populacional é 42,3 hab./km².

## História
Foi criada aquando da reorganização administrativa de 2012/2013, resultando da agregação das antigas freguesias de Anissó e Soutelo:

## Demografia
A população registada nos censos foi:
| Distribuição da População por Grupos Etários | Distribuição da População por Grupos Etários | Distribuição da População por Grupos Etários | Distribuição da População por Grupos Etários | Distribuição da População por Grupos Etários | Distribuição da População por Grupos Etários |
| -------------------------------------------- | -------------------------------------------- | -------------------------------------------- | -------------------------------------------- | -------------------------------------------- | -------------------------------------------- |
| Antes da agregação                           |                                              |                                              |                                              |                                              |                                              |
| Ano                                          | 0-14 anos                                    | 15-24 anos                                   | 25-64 anos                                   | >= 65 anos                                   | Total                                        |
| 2001                                         | 86                                           | 73                                           | 225                                          | 94                                           | 478                                          |
| 2011                                         | 48                                           | 46                                           | 189                                          | 105                                          | 388                                          |
| Após a agregação                             |                                              |                                              |                                              |                                              |                                              |
| Ano                                          | 0-14 anos                                    | 15-24 anos                                   | 25-64 anos                                   | >= 65 anos                                   | Total                                        |
| 2021                                         | 30                                           | 35                                           | 175                                          | 105                                          | 345                                          |